# James Robinson McCormick
James Robinson McCormick (* 1. August 1824 bei Irondale, Washington County, Missouri; † 19. Mai 1897 in Farmington, Missouri) war ein US-amerikanischer Politiker. Zwischen 1867 und 1873 vertrat er den Bundesstaat Missouri im US-Repräsentantenhaus.

## Werdegang
James McCormick besuchte die öffentlichen Schulen seiner Heimat und erhielt zeitweise auch Privatunterricht. Danach studierte er an der Transylvania University in Lexington (Kentucky). Nach einem anschließenden Medizinstudium am Memphis Medical College in Tennessee und seiner 1849 erfolgten Zulassung als Arzt begann er im Wayne County in diesem Beruf zu arbeiten. Ein Jahr später zog er in das Perry County, wo er seine medizinische Tätigkeit fortsetzte. Gleichzeitig schlug er als Mitglied der Demokratischen Partei eine politische Laufbahn ein. Im Jahr 1861 war er Delegierter auf einer Versammlung zur Überarbeitung der Verfassung von Missouri.
Während des Bürgerkrieges war McCormick Arzt im Heer der Union. Im Jahr 1862 wurde er in den Senat von Missouri gewählt. Dieses Mandat musste er aber wegen seiner militärischen Verpflichtung als Arzt wieder aufgeben. 1863 erreichte er den Rang eines Brigadegenerals der Staatsmiliz. Nach dem Krieg zog James McCormick nach Arcadia, wo er wieder als Arzt praktizierte. In den Jahren 1866 und 1867 saß er im Staatssenat.
Nach dem Tod des Abgeordneten Thomas Estes Noell wurde McCormick bei der fälligen Nachwahl für den dritten Sitz von Missouri als dessen Nachfolger in das US-Repräsentantenhaus in Washington, D.C. gewählt, wo er am 17. Dezember 1867 sein neues Mandat antrat. Nach zwei Wiederwahlen konnte er bis zum 3. März 1873 im Kongress verbleiben. Dort erlebte er bis 1869 den erbitterten Streit zwischen der Republikanischen Partei und Präsident Andrew Johnson. In den Jahren 1868 und 1870 wurden der 14. und der 15. Verfassungszusatz ratifiziert.
1872 verzichtete James McCormick auf eine weitere Kandidatur. Zwei Jahre später zog er nach Farmington, wo er als Arzt und Apotheker arbeitete. In dieser Stadt ist er am 19. Mai 1897 auch verstorben.